# Knocklong
Knocklong är en ort i republiken Irland.   Den ligger i grevskapet County Limerick och provinsen Munster, i den centrala delen av landet, 180 km sydväst om huvudstaden Dublin. Knocklong ligger 106 meter över havet och antalet invånare är 265.
Terrängen runt Knocklong är huvudsakligen platt, men söderut är den kuperad. Runt Knocklong är det ganska glesbefolkat, med 26 invånare per kvadratkilometer. Närmaste större samhälle är Tipperary, 17,5 km öster om Knocklong. Trakten runt Knocklong består i huvudsak av gräsmarker.